# Kaprolaktam
Kaprolaktam je organická sloučenina se vzorcem (CH2)5C(O)NH. Jedná se o bezbarvou pevnou látku, chemicky o cyklický amid kyseliny kapronové (hexanové), patřící mezi laktamy. Celosvětová výroba činí okolo 2 mil. tun ročně. Kaprolaktam je prekurzorem polykaprolaktamu (nazývaného též Nylon 6), široce používaného syntetického polymeru (polyamidu).

## Použití
Z kaprolaktamu se vyrábí polymer polykaprolaktam, a to prostřednictvím polymerizace otevíráním cyklu:
n (CH2)5C(O)NH → [(CH2)5C(O)NH]n
Výsledný polymer se využívá jako plast a pro výrobu syntetických vláken.

## Bezpečnost

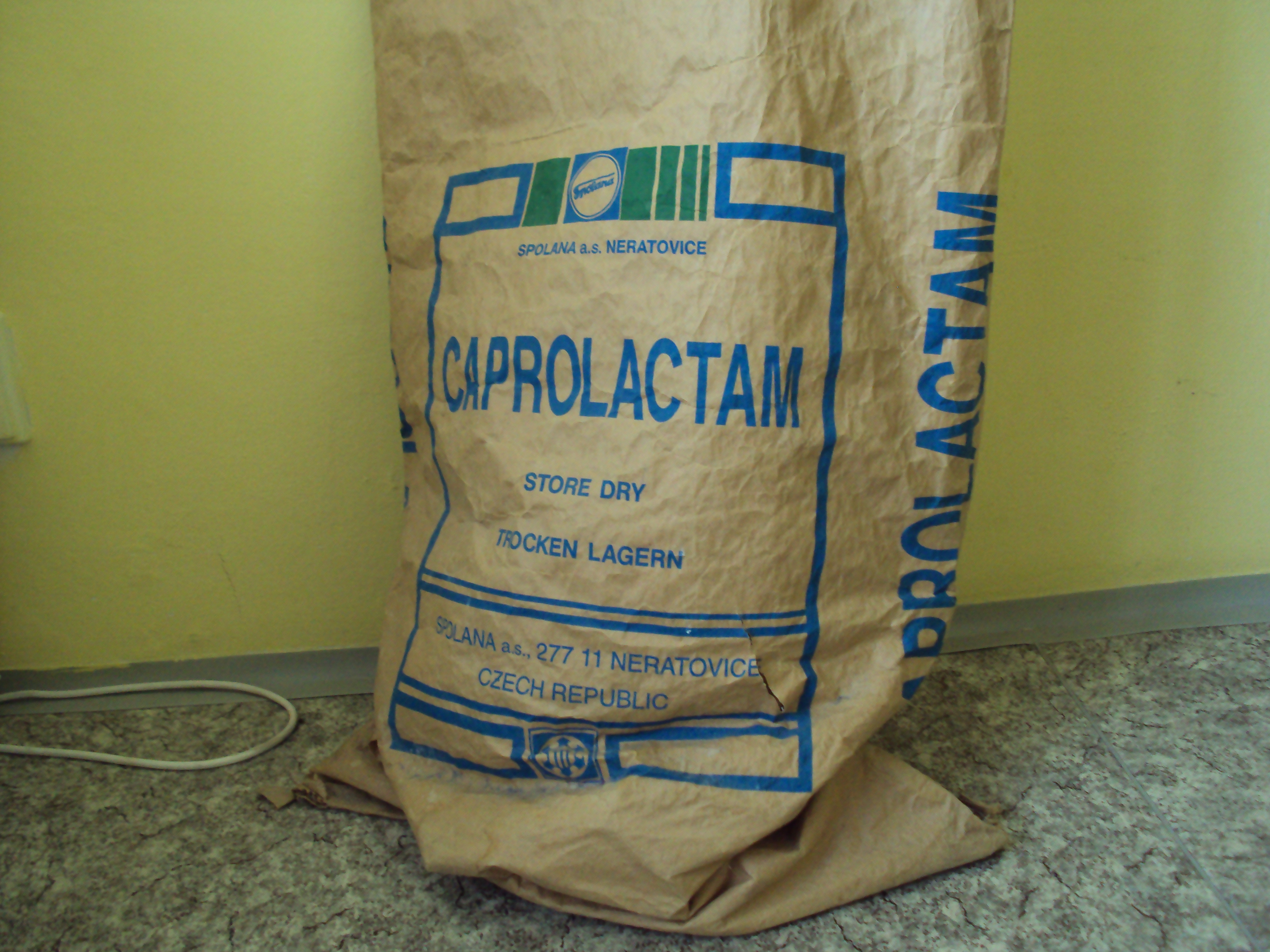
Pytle z výrobny v neratovické Spolaně

Kaprolaktam je dráždivý a slabě toxický, LD50 je 1,1 g/kg (potkan, orálně). V roce 1991 byl americkým zákonem Clean Air Act zařazen na seznam nebezpečných kontaminantů ovzduší. Následně byl v roce 1993 z tohoto seznamu odstraněn. Ve vodě kaprolaktam hydrolyzuje na kyselinu aminokapronovou, která se využívá v medicíně.